# ミッキーの家
ミッキーの家（Mickey's House）、ミッキーの家とミート・ミッキー(Mickey's House and Meet Mickey)は、世界のディズニーパークにあるアトラクション。

## このアトラクションが存在するパーク
- ディズニーランド（ディズニーランド・リゾート）
- 東京ディズニーランド（東京ディズニーリゾート）

## このアトラクションが存在したパーク
- マジック・キングダム（ウォルト・ディズニー・ワールド・リゾート）
- 香港ディズニーランド（香港ディズニーランド・リゾート）:期間限定アトラクション

## 概要
ミッキーの家は、ディズニーキャラクターミッキーマウスの自宅をモチーフにした建物で、ミッキーマウスと会うことができるアトラクション。1988年に当時マジック・キングダムにあった「ミッキーズ・バースデーランド」の中に最初にオープンした。この時は映画「ロジャー・ラビット」の要素も含めたものになっていたが、その後にオープンした、ディズニーランドと東京ディズニーランドではトゥーンタウンの一部としてオープンしたためマジック・キングダムのものとは少しテーマを変更して作られた。更にフロリダでも「ミッキーズ・バースデーランド」が「トゥーンタウン・フェア」に改装された際に他の2バージョンと揃える形で改装されたが、新ファンタジーランド建設の一環で2011年にクローズした。
また、香港ディズニーランドでは、メインストリートUSAの期間限定アトラクションとしてオープンしている。

## 各施設紹介

### ディズニーランド
| ミッキーの家とミート・ミッキー Mickey's House and Meet Mickey | ミッキーの家とミート・ミッキー Mickey's House and Meet Mickey | ミッキーの家とミート・ミッキー Mickey's House and Meet Mickey | ミッキーの家とミート・ミッキー Mickey's House and Meet Mickey |
| ------------------------------------------------------------- | ------------------------------------------------------------- | ------------------------------------------------------------- | ------------------------------------------------------------- |
| オープン日                                                    | オープン日                                                    | 1993年1月24日                                                 | 1993年1月24日                                                 |
| スポンサー                                                    | スポンサー                                                    | なし                                                          | なし                                                          |
| 利用制限                                                      |                                                               | なし                                                          | なし                                                          |
| ファストパス                                                  | ファストパス                                                  |                                                               | 対象外                                                        |
| シングルライダー                                              | シングルライダー                                              |                                                               | 対象外                                                        |

### マジック・キングダム
| ミッキーのカントリーハウス Mickey's Country House | ミッキーのカントリーハウス Mickey's Country House | ミッキーのカントリーハウス Mickey's Country House | ミッキーのカントリーハウス Mickey's Country House |
| ------------------------------------------------- | ------------------------------------------------- | ------------------------------------------------- | ------------------------------------------------- |
| オープン日                                        | オープン日                                        | 1988年6月18日                                     | 1988年6月18日                                     |
| クローズ日                                        | クローズ日                                        | 2011年2月12日                                     | 2011年2月12日                                     |
| スポンサー                                        | スポンサー                                        | なし                                              | なし                                              |
| 利用制限                                          |                                                   | なし                                              | なし                                              |
| ファストパス                                      | ファストパス                                      |                                                   | 対象外                                            |
| シングルライダー                                  | シングルライダー                                  |                                                   | 対象外                                            |

ミッキーのカントリーハウス（Mickey's Country House）は、ディズニーキャラクターミッキーマウスの家を再現したアトラクション。ベッドルーム、リビングルーム、キッチン、ゲームルーム、ガレージ、庭、からなる。
他のパークのミッキーの家ではベッドルームでミッキーマウスに会うことができるが、ここでは庭のプルートの家の脇にある判事のテント(Judge's Tent)の中にいる。この「判事」とは、映画「ロジャー・ラビット」に登場するドゥーム判事に由来する。
なお、マジック・キングダムでは、ミッキーのバースデーランドを発展的に変更してミッキーのトゥーンタウンにする際に、「ロジャーラビットのカートゥーンスピン」を含め、映画ロジャー・ラビットのキャラクターを用いた複数のアトラクションを擁するテーマランドの導入を計画していたが、それが中止されたという経緯がある。ドゥーム判事も本来はそこに登場する予定であった。
ミッキーのトゥーンタウンフェアに移動する前は、ガレージにミッキーの車が停車していた。
ファンタジーランド拡張計画の為、2011年2月にクローズ。ミッキーとのグリーティング施設はメインストリートUSAのタウンスクエアホールへ移動した。

### 東京ディズニーランド
| ミッキーの家とミート・ミッキー | ミッキーの家とミート・ミッキー | ミッキーの家とミート・ミッキー | ミッキーの家とミート・ミッキー |
| ------------------------------ | ------------------------------ | ------------------------------ | ------------------------------ |
| オープン日                     | オープン日                     | 1996年4月15日                  | 1996年4月15日                  |
| スポンサー                     | スポンサー                     | なし                           | なし                           |
| 利用制限                       |                                | なし                           | なし                           |
| ファストパス                   | ファストパス                   |                                | 対象外                         |
| シングルライダー               | シングルライダー               |                                | 対象外                         |

ミッキーの家とミート・ミッキー (Mickey's House and Meet Mickey) は、ミッキーマウスの自宅をモチーフにした建物で、ミッキーマウスと会うことができるキャラクターグリーティング施設。裏庭にあるムービーバーンで映画の撮影をしているなか、休憩時間にゲストとの写真撮影などに応じる。ミッキーマウスは、ディズニー映画『蒸気船ウィリー』、『ファンタジア』、『ミッキーの大演奏会』、『ミッキーの夢物語』の4作品のいずれかの衣装を身につけており、どれに当たるかはわからない。元々『ミッキーの夢物語』は赤いショートパンツのみの格好だが、『蒸気船ウィリー』の衣装と似てしまうため、普段のグリーティングで見ることのできる、黒い燕尾服に赤いスラックスのノーマルなコスチュームでゲストを迎えてくれる(「燕尾服」は夜間の正装である。昼間の正装は「モーニングコート」、「タキシード」は夜間の準正装である)。家の中にある家具にオルガンがあり、譜面台にはミッキーのマークが絶えず流れているが、よく見るとグーフィーのマークが1つだけ存在する。魔法の鏡のある衣裳部屋には彼の衣裳以外に彼の恋人であるミニーマウスの予備のワンピース等が掛けられている場合もある。
ミッキーと会うことのできる人気施設ではあるが、ディズニー・ファストパスの対象外となっている。しかし、ミッキーマウスの誕生日である11月18日にファンによる混雑で長時間の待ち時間が発生したこともあり、2019年に1日限定で同システムが導入された。

### 香港ディズニーランド
| ミッキーの家 Mickey's House | ミッキーの家 Mickey's House | ミッキーの家 Mickey's House | ミッキーの家 Mickey's House |
| --------------------------- | --------------------------- | --------------------------- | --------------------------- |
| オープン日                  | オープン日                  | 2008年1月22日               | 2008年1月22日               |
| クローズ日                  | クローズ日                  | 2009年8月9日                | 2009年8月9日                |
| スポンサー                  | スポンサー                  | なし                        | なし                        |
| 利用制限                    |                             | なし                        | なし                        |
| ファストパス                | ファストパス                |                             | 対象外                      |
| シングルライダー            | シングルライダー            |                             | 対象外                      |

香港ディズニーランドには、トゥーンタウンが存在しないが、メインストリートUSAの期間限定アトラクションとして2008年1月に登場した。2月24日までの予定であったが、人気のため3月まで延長された。
| ミッキーのクリスマスハウス Mickey's Christmas House | ミッキーのクリスマスハウス Mickey's Christmas House | ミッキーのクリスマスハウス Mickey's Christmas House | ミッキーのクリスマスハウス Mickey's Christmas House |
| --------------------------------------------------- | --------------------------------------------------- | --------------------------------------------------- | --------------------------------------------------- |
| オープン日                                          | オープン日                                          | 2008年11月28日                                      | 2008年11月28日                                      |
| スポンサー                                          | スポンサー                                          | なし                                                | なし                                                |
| 利用制限                                            |                                                     | なし                                                | なし                                                |
| ファストパス                                        | ファストパス                                        |                                                     | 対象外                                              |
| シングルライダー                                    | シングルライダー                                    |                                                     | 対象外                                              |

年初に期間限定でオープンされた「ミッキーの家」につき、クリスマスの飾り付けをした「ミッキーのクリスマスハウス」として、再度期間限定アトラクションとしてオープンしたもの。香港ディズニーランドのクリスマスイベントスパークリングクリスマス(A Sparkling Christmas)の一環として実施されている。

## Trivia
東京ディズニーランド
- ミッキーの家にあるオルガンの譜面台にはミッキーのマークが絶えず流れているが、グーフィーのマークが1つだけ存在する。
- ミッキーマウスの、戸棚の中には、「月の石」や、「ミッキーマウスクラブ」の写真、世界のディズニーテーマパークの鍵が飾られているが、その扉を開けることは、不可能。